# Nexosa aureola
Nexosa aureola är en fjärilsart som beskrevs av Diakonoff 1977. Nexosa aureola ingår i släktet Nexosa och familjen vecklare. Inga underarter finns listade i Catalogue of Life.